# Список персонажей сериала «Мерлин»
Мерлин (англ. Merlin) — фэнтезийный сериал, вышедший на экраны в 2008 году. Создан телеканалом BBC, повествует о легендарном короле Артуре и Мерлине. Данный список представляет героев телесериала.

## В ролях

### Основной состав
| Актёр            | Персонаж          | Сезоны    | Сезоны    | Сезоны    | Сезоны    | Сезоны    |
| Актёр            | Персонаж          | 1         | 2         | 3         | 4         | 5         |
| ---------------- | ----------------- | --------- | --------- | --------- | --------- | --------- |
| Колин Морган     | Мерлин            | Постоянно | Постоянно | Постоянно | Постоянно | Постоянно |
| Энджел Колби     | Гвиневра          | Постоянно | Постоянно | Постоянно | Постоянно | Постоянно |
| Брэдли Джеймс    | Артур Пендрагон   | Постоянно | Постоянно | Постоянно | Постоянно | Постоянно |
| Кэти Макграт     | Moргана Пендрагон | Постоянно | Постоянно | Постоянно | Постоянно | Постоянно |
| Энтони Хэд       | Утер Пендрагон    | Постоянно | Постоянно | Постоянно | Постоянно | Гость     |
| Ричард Уилсон    | Гаюс              | Постоянно | Постоянно | Постоянно | Постоянно | Постоянно |
| Натаниель Паркер | Агравейн де Буа   |           |           |           | Постоянно |           |

### Второстепенный состав
| Актёр             | Персонаж                | Сезоны       | Сезоны       | Сезоны       | Сезоны       | Сезоны       |
| Актёр             | Персонаж                | 1            | 2            | 3            | 4            | 5            |
| ----------------- | ----------------------- | ------------ | ------------ | ------------ | ------------ | ------------ |
| Джон Херт         | Великий Дракон Килгарра | Периодически | Периодически | Периодически | Периодически | Периодически |
| Майкл Кронин      | Джеффри Монмута         | Периодически | Периодически | Периодически | Периодически |              |
| Кэролайн Фэбер    | Хунит                   | Периодически |              |              | Гость        |              |
| Мишель Райан      | Нимуэ                   | Периодически |              |              |              |              |
| Дэвид Дархэм      | Том                     | Периодически |              |              |              |              |
| Гари Оливер       | Сэр Грегори             | Периодически |              |              |              |              |
| Эд Коулмэн        | Моррис                  | Периодически |              |              |              |              |
| Сантьяго Кабрера  | Сэр Ланселот            | Гость        | Гость        | Гость        | Периодически |              |
| Эйса Баттерфилд   | Мордред                 | Гость        | Периодически |              |              |              |
| Александр Влахос  | Мордред                 |              |              |              |              | Периодически |
| Тревор Селлерс    | Иселдир                 | Гость        |              | Гость        | Гость        |              |
| Сидхе Элдер       | Майкл Дженн             |              | Гость        | Гость        | Гость        |              |
| Синди Сэмпсон     | Лиза Брэйден            | Гость        |              | Гость        |              |              |
| Руперт Янг        | Сэр Леон                |              | Периодически | Периодически | Периодически | Периодически |
| Эмилия Фокс       | Моргауза                |              | Периодически | Периодически | Гость        |              |
| Элис Паттен       | Игрэйна Пендрагон       |              | Гость        | Периодически |              |              |
| Лора Доннелли     | Фрея                    |              | Гость        | Гость        |              |              |
| Джон Линч         | Балинор                 |              | Гость        |              |              | Гость        |
| Оуэн Маккен       | Сэр Гвейн               |              |              | Периодически | Периодически | Периодически |
| Адетомива Еду     | Сэр Элиан               |              |              | Периодически | Периодически | Периодически |
| Том Эллис         | Сенред                  |              |              | Периодически |              |              |
| Том Хоппер        | Сэр Персиваль           |              |              | Гость        | Периодически | Периодически |
| Зи Аша            | Одри                    |              |              |              | Периодически | Гость        |
| Теренс Мейнар     | Гелиос                  |              |              |              | Периодически |              |
| Гэри Льюис        | Алатор                  |              |              |              | Гость        | Гость        |
| Линдси Дункан     | Королева Аннис          |              |              |              | Гость        | Гость        |
| Морин Карр        | Докрейд                 |              |              |              | Гость        | Гость        |
| Джанет Монтгомери | Принцесса Митиан        |              |              |              | Гость        | Гость        |
| Бэрри Аирд        | Берун                   |              |              |              |              | Периодически |

## Мир Камелота

### Короли и королевы

#### Королева Аннис
Королева Аннис (Линдси Дункан) — королева граничащего с Камелотом королевства Карлеона. Объявила войну Камелоту, чтобы отомстить за казнённого Артуром мужа. Но до крупномасштабных военных действие дело не дошло, — когда армии Камелота и Карлеона сошлись и изготовились к генеральному сражению Артур и Аннис договорились, что возникший конфликт между Камелотом и Карлеоном будет решен поединком чемпионов — лучших воинов с обеих сторон. Со стороны Камелота в поединке участвовал сам Артур (4x05). Также появляется в эпизоде «Погибель Артура: Часть 1», где позволяет войскам Артура пройти по территории её королевства в Ишмир.

#### Карлеон
Карлеон (Стивен Хартли) — король королевства Карлеон, муж королевы Аннис. После смерти Утера совершал набеги на земли Камелота. Артур берет его в плен и, по совету Агравейна, предлагает Карлеону выбор: либо унизительный для Карлеона мирный договор, либо смерть. Карлеон выбирает второе.

#### Лорд Баярд
Лорд Баярд (Клайв Рассел) — правитель соседнего королевства Мерсии, с которым Утер должен подписывать мирный договор. Когда Мерлин выпивает кубок с ядом на праздничном банкете в честь подписания договора, Утер, полагая, что яд предназначался для Артура, сажает Баярда и всю его свиту в темницу и жаждет начать войну, но прекращает вражду, когда Гаюс сообщает о вине Нимуэ. (Хотя Нимуэ желала отравить именно Мерлина, война между Камелотом и Мерсией могла быть второй причиной этого поступка) Также упоминается на свадьбе Утера и леди Катрины, после которой изъявляет желание прибыть в Камелот и лично поздравить «счастливую» пару.

#### Лорд Годвин
Лорд Годвин (Саймон Уилльямс) — старый друг Утера, отец принцессы Елены, брак с которой для Артура планировался его отцом долгие годы.

#### Король-Рыбак
Король рыбак (Дональд Самптер) — правитель соседствующих Камелоту опустошенных чумой земель — так называемых Гиблых Земель. Король-рыбак стал первым правителем, построившим своё государство на законах магии и колдовства. Согласно легенде, его владения были поражены чумой, однако, сам он оставался жив долгие столетия, наблюдая за их гибелью. Для освобождения от проклятия ему нужен был союз Силы, Магии и Храбрости, в который фактически превратился поиск Трезубца Короля-Рыбака Артуром с целью доказать свою готовность самому стать королём. В обмен на свой трезубец Король-Рыбак попросил у Мерлина браслет с глазом феникса, снятый им с руки Артура и способный отбирать силу у того, кто его носит. В награду Король дал ему сферу с водой из озера Авалон и объяснил, что поиски дороги в его королевство были нужны Эмрису — Мерлину, а не Артуру.

#### Сенред
Король Сенред (Том Эллис) — правитель враждебного Камелоту королевства, союзник Моргаузы. Отравив Утера ядом мандрагоры, Mоргауза подговаривает Сенреда напасть на Камелот, так как без короля город уязвим. Но Ceнред сомневается, тогда Моргауза сообщает ему, что в Камелоте у неё есть союзник. Сенред не считает нужным полностью полагаться на колдунью, тем не менее он идет на уступки Моргаузе и часто исполняет её пожелания. Он не проявляет рьяных захватнических амбиций, однако готов взять то, что само идёт в руки. В результате у него с Моргаузой образуется относительно прочное соглашение, результатом которых стал ряд совместных предприятий. Так как первоначальная попытка захватить Камелот с помощью армии мертвецов, пробужденных жезлом верховных жриц Авалона, проваливается, Сендред берет в плен Элиана и Гвен, чтобы поймать Артура в ловушку. Однако молодым людям удаётся бежать.
Очередным планом Моргаузы, претворенным в жизнь силами Сенреда, стало получение Чаши жизни. Но он был предан волшебницей, заставившей одного из его собственных войнов повернуть оружие против своего короля. Сенред проткнул одним из своих мечей насквозь напавшего на него воина, но тот, подвластный магии чаши Жизни, не умер и заколол своего короля. Mоргауза не выказала никакого участия в спасении его жизни с помощью Чаши жизни.
Сенред — осторожный человек, не желающий напрасно рисковать жизнями своих солдат. Артур называет его трусом, на что Сенред замечает, что человек заботится больше о своей жизни, чем о гордости. Он не участвует в битвах лично и не поддерживает порядок на своих землях, его основной принцип невмешательство, однако, он беспокоится о своих людях и не стремится жертвовать ими в бессмысленных сражениях.

#### Король Один
Король Один (Финтан МакКиоун) — правитель граничащего с Камелотом королевства. В серии «Королева настоящего и грядущего» Один нанял охотника за головами Майрора, чтобы убить Артура, в отместку за собственного сына, которого принц убил на поединке. Артур отговорил Утера от войны с Одином, которую тот хотел начать, узнав о покушении на сына, и принёс извинения Одину, сказав, что понимает его боль. В четвёртом сезоне, однако, продолжает военные акции против Камелота. Кроме того, устраивает покушение на принца Артура, в результате которого погибает Утер, пытающийся защитить сына. В пятом сезоне Один объединяется с Морганой, чтобы убить Артура. Он захватывает королевство Немет и использует в качестве приманки принцессу Митиан, стремясь заманить Артура в ловушку. Но Артур убеждает его заключить мир.

#### Король Олаф
Король Олаф (Марк Льюис Джонс) — правитель граничащего с Камелотом королевства, отец принцессы Вивиан. Вызывает на поединок Артура, узнав об его интрижке с собственной дочерью. Артур одерживает над ним верх, но, несмотря на правила, предполагающие бой до смерти одного из участников, не убивает его, а приносит извинения за своё поведение. Олаф принимает их, замечая Утеру, что из его сына выйдет мудрый правитель.

#### Король Родор
Король Родор (Джеймс Фокс) — король королевства Немет, отец принцессы Митиан. В 4 серии 5 сезона был взят в плен Морганой и Одином с целью вынудить его дочь Митиан привести Артура в ловушку.

#### Утер Пендрагон
Утер Пендрагон (Энтони Хэд) — король Камелота. Именно Утер начал войну против магии, в результате которой погибло много волшебников. Большинство же из выживших ненавидят Утера, стараются убить или свергнуть, в их число входит и подопечная его, Моргана. Тем не менее, он — правитель сильного государства и опытный воин, желающий воспитать из Артура достойного и мудрого наследника. Однако, по словам Артура, для улучшения его стиля ведения боя королю не хватает подвижности ног. В конце третьего сезона настолько потрясен изменой Морганы, что даже не пытается ей сопротивляться. Причём наиболее тяжелым ударом для него становится известие о глубокой и старой ненависти, питаемой к нему дочерью.
В конце 3 серии 4 сезона сражался на мечах с наёмным убийцей, был ранен. Целью убийцы был Артур, но Утер убил его. Для спасения отца Артур решается на использование магии, о чём становится известно и Мерлину, и Моргане. И, если Мерлин возлагает большие надежды на такую помощь (для её исполнения он даже прибегает к заклинанию старения, чтобы самому исцелить короля), то Моргана, жаждущая власти, оборачивает заклинание во зло. Через секунду после выздоровления Утер умирает.
В 3 серии 5 сезона Артур освобождает дух Утера из мира мертвых. Утер начинает «исправлять ошибки» сына: пытается убить сэра Персиваля и Гвиневру. Также узнает, что Мерлин — маг, но не успевает рассказать об этом Артуру, который отправляет его назад в мир духов.

### Принцы и принцессы

#### Артур Пендрагон
Артур Пендрагон (Брэдли Джеймс) — наследный принц Камелота, судьба которого стать «великим королём, который объединит земли Альбиона». Первая встреча Артура и Мерлина порождает у обоих крайне негативное отношение друг к другу. Вскоре их отношения налаживаются, ведь предназначением Мерлина является защита будущего короля.
Мерлин часто дает советы Артуру. Артур бывает высокомерным, но у него доброе сердце: он готов рисковать собой ради друга, может нарушить волю отца, если считает его неправым (так он помогает мальчику-друиду Мордреду сбежать из Камелота и отправляется за цветком смерти против воли отца, чтобы спасти жизнь Мерлина). Многие думают, что Артур будет хорошим королём. Артур влюблён в Гвиневру, но не может открыто выражать свои чувства, потому что Гвен служанка. Коронован в конце третьей серии 4 сезона. Позже, в 9 серии прогоняет Гвен из-за интрижки с тенью Ланселота, подосланной Морганой. Был свергнут на несколько дней войсками под руководством Морганы, своего дяди Агравейна и разбойника Гелиоса. Однако вернул себе трон при помощи Мерлина, получив меч Эскалибур. В 13 серии 4 сезона женился на Гвиневре. В начале 5 сезона Мерлин узнаёт шокирующую новость о проклятии короля, которое случится в ближайшем будущем - смерть от рук мальчика-друида - Мордреда. Позже выясняется, что эта судьба преследует Артура за отвержение древней магии. В заключительной серии Мордред смертельно ранит Артура мечом, который Моргана закалила огнём дракона. Король умирает, но Великий Дракон предсказывает, что Артур вернётся, когда будет нужнее всего Альбиону. Был похоронен на острове в центре озера Авалон.

#### Вивиан
Вивиан (Джорджия Мофетт) — принцесса граничащего с Камелотом королевства. Высокомерная особа не выказывающая почтения к стоящим ниже неё по социальной лестнице. Вивиан является предметом постоянного беспокойства и опеки своего отца короля Олафа. Будучи околдованными любовным зельем Вивиан и Артур влюбляются друг в друга, разгневанный Олаф вызывает Артура на смертный бой. Мерлин смог снять чары с Артура, но не с Вивиан, которую после принесенных Артуром извинений Олаф увозит из Камелота.

#### Принцесса Митиан
Митиан (Джанет Монтгомери) — принцесса королевства Немет. В 4 сезоне должна была вступить в брак с Артуром ради укрепления дипломатических связей. В 5 сезоне под принуждением Морганы заманивает Артура в ловушку.

#### Елена
Елена (Джорджия Кинг) — принцесса, дочь лорда Годвина, старого друга Утера. Елена с детства одержима Ши, что выражается в её неуклюжести и неспособности нормально выглядеть. Так как Ши было известно о планах родителей Артура и Елены на заключение брака между ними, к Елене приставили няню Ши Грунхильду, которая следила за исполнением плана о возведении на престол Камелота королевы Ши. К счастью, Мерлин и Гаюс разоблачили Грунхильду прежде, чем был заключен брак, и смогли составить микстуру, которая уничтожила Ши в теле Елены, превратив её вновь в человека. Елена отказывается от брака с Артуром, понимая, что не любит его.

### Рыцари

#### Сэр Вэлиант
Сэр Вэлиант (Уилл Меллор) — рыцарь, приехавший на ежегодный турнир в Камелот. Для пущей уверенности в собственной победе Вэлиант использует в битвах щит с заколдованными в него змеями. После того, как он поразил таким образом одного из своих противников, был разоблачен Мерлином. Погиб на поединке с Артуром.

#### Сэр Гвейн
Сэр Гвейн (Оуэн Маккен) — персонаж, основанный на образе сэра Гавэйна — сын рыцаря, умершего «по вине короля» (3x04), когда Гвейн был ребёнком. Гвейн придерживается не самого высокого мнения о благородном сословии и предпочитает выдавать себя за простолюдина.
Гвейн познакомился с Артуром и Мерлином в таверне, прикрыв в драке принца. Артур доставил раненого спасителя во дворец, оставив на попечение Гаюса и Мерлина, от которого, проснувшись на следующее утро, Гвейн и узнал, кому спас жизнь. Несмотря на показное легкомыслие, выражающееся в пьянках, драках и флирте с девушками (в том числе, с Гвен), у Гвейна твёрдые моральные принципы и уверенность в том, что благородство должно определяться поступками. Он прикрыл Мерлина, когда тот потерпел неудачу в попытках доказать мошенничество подставных рыцарей, и был спасен только заступничеством Артура. Несмотря на то, что Гвейн дважды спас принцу жизнь, король не пожелал изменить своего последнего приговора — изгнания. Гвейн покинул Камелот, напоследок признав правоту Гвен в том, что Артур благородный человек, непохожий на большинство дворян.
Именно к нему обратился за помощью Мерлин, отправившись на помощь Артуру в Гибельные земли (3x08). Хранитель моста, ведущего в королевство Короля-Рыбака, указал молодым людям на необходимость единства «силы» Гвейна, способной сокрушить монстров, преграждающих путь, «магии» Мерлина для противостояния волшебству Короля-Рыбака и «храбрости» Артура для того, чтобы получить королевский трезубец. Гвейн проводил друзей до границы земель Камелота и отправился на юг, дабы не нарушать указ Утера о собственном изгнании.
Очередная встреча трех друзей произошла в подземелье работорговца, для освобождения из которого Гвейну и Артуру пришлось разыграть показательный бой, от последствий которого их спасло волшебство Мерлина (3x12). Таким образом, Гвейн присоединился к друзьям в поисках Чаши жизни, потерянной во время потасовки с воинами Сенреда при возвращении в Камелот. Гвейн помог Мерлину доставить раненого Артура домой, а затем присоединился к импровизированному ополчению принца для вылазки в захваченный город. Гвейн стал одним из пяти посвящённых Артуром Рыцарей Круглого стола.
Неоднократно находился в плену Морганы. В финальной серии она пытала его с помощью змеи Натар, из-за чего Гвейн умер.

#### Сэр Ланселот
Сэр Ланселот (Сантьяго Кабрера) — молодой человек, путешественник, мечтающий стать рыцарем. Его семья была убита бандитами, поэтому он посвятил себя изучению фехтования и другим рыцарским искусствам. Его главная цель состоит в том, чтобы стать Рыцарем Камелота и служить его Королю. Ланселот спасает Мерлина от смерти в когтях грифона, и Мерлин хочет помочь ему достичь своей цели. Мерлин подделывает генеалогическое древо для Ланселота, Артур, получив доказательство принадлежности дворянскому роду, устраивает для Ланселота испытания, пройдя их, Ланселот становится рыцарем. Король Утер, однако, не признает в нём сына своего «отца», так как знаком с последним, он разоблачает ложь. Ланселот арестован, но позже освобожден Артуром, который передает ему указ короля об изгнании. Ланселот смог убить грифона, тем самым он спасает от гибели Артура, Утер благодарен ему и хочет пересмотреть своё решение, вернув Ланселоту право называться рыцарем. Но он не может согласиться на такое, так как понимает, что его победа результат магии Мерлина. Он оставляет Камелот.
Во время пребывания в Камелоте у него завязываются отношения с Гвен, взаимная симпатия которой не остается незамеченной. Он вновь встречается с девушкой, когда Гвен, похищенная и выданная за Моргану, находится в плену. Вместе с Артуром и Мерлином они бегут из заточения. Его появление вызывает ревность в принце Артуре, который, возможно, сам того не понимая, влюбляется в Гвен.
Ланселот один из самых наблюдательных друзей Мерлина. Он единственный сразу понимает, что перед ним чародей. Но хранит своё знание в секрете, периодически давая возможность Мерлину колдовать без боязни быть разоблаченным. Во втором сезоне Ланселот замечает своему другу, что он «не оставил своих старых фокусов», на что Мерлин отвечает ему, что, «вероятно, лучше, чтобы ты не рассказывал о них никому» (2x04). Когда для верности он спрашивает Мерлина о чувствах Артура к Гвен, Мерлин не может категорически отрицать их отсутствие. Всё понимая, Ланселот отказывается становиться между ними, утверждая, что его чувства не имеют значения, и уходит, пока Артур и Гвен спят.
Ланселот возвращается в Камелот, когда Мерлин посылает ему сообщение с просьбой о помощи. Он приводит с собой друга Персиваля. Ланселот говорит Артуру, что он верит в мир, который создаст Артур, когда станет королём. Ланселот становится одним из Рыцарей Круглого стола. Замечая, что Мерлин планирует тайную вылазку в стан врага, Ланселот вызывается его сопровождать, друзья говорят остальным, что хотят не допустить охрану до набатного колокола, но их цель отобрать у Моргаузы Чашу жизни. Во 2 серии 4 сезона приносит себя в жертву для закрытия потусторонних врат, открытых Морганой, путём древней магии и принесения в жёртву Моргаузы. В 9 серии был поднят с загробного мира в виде тени с помощью некромантии Морганы. В её целях он должен был соблазнить Гвен накануне свадьбы с Артуром, что ему удалось. Ну, и будучи заключенным в темнице, получает письмо от Морганы с последним желанием — самоубийство.

#### Сэр Леон
Сэр Леон (Руперт Янг) — рыцарь Камелота, заместитель Артура в качестве командующего личной гвардией короля. Он один из тех, кто замечает Артуру, что многие восхищаются его победами лишь потому, что он принц (2x02), что вызывает у Артура желание выступить на турнире инкогнито, с подставным лицом. Леон становится одним из соперников сэра Уильяма на турнире.
В серии «Последний повелитель драконов» он берет на себя защиту Камелота, в то время как Артур отправляется на поиски Балинора, и становится одним из участников последней битвы с драконом. В серии «Слёзы Утера Пендрагона», сэр Леон помогает защищать замок против армии Сенреда.
В серии «Восшествие Артура», он — единственный оставшийся в живых после битвы с воинами Сенреда рыцарь Камелота. Леон, спасенный друидами, с помощью Чаши жизни, рассказывает о ней королю. Леон отказывается признать власть Морганы и оказывается в темнице, из которой ему помогает сбежать Гвен. В результате чего Леон входит в число рыцарей, с которыми Артур пробирается в Камелот, чтобы освободить отца. Впоследствии возвращается в Камелот одним из Рыцарей Круглого стола.

#### Сэр Оуэн
Сэр Оуэн (Кайл Редмонт-Джонс) — рыцарь Камелота, погиб от руки Тристана де Буа (1x09).

#### Сэр Пэлинор
Сэр Пэлинор (Шон Френсис) — рыцарь Камелота, погиб от руки Тристана де Буа (1x09).

#### Сэр Персиваль
Сэр Персиваль (Том Хоппер) — рыцарь Камелота, друг Ланселота, обладает большой физической силой. Например, он сбрасывает огромный камень на преследователей принца и рвёт верёвки на обеих руках. Его семья была зарезана воинами Сенреда и Морганы до того, как он стал рыцарем. Становится одним из первых Рыцарей Круглого стола.

#### Тристан Де Буа (Чёрный Рыцарь)
Тристан Де Буа (Чёрный Рыцарь) (Кристофер Фэйрбэнк) — шурин Утера Пендрагона и дядя Артура. Он обвинял Утера в смерти своей сестры и был убит Утером в поединке. Его последними словами стала клятва вернуться и отомстить Утеру. Нимуэ вновь вернула его к жизни, надеясь, что он сможет сдержать слово. Будучи живым мертвецом, Чёрный рыцарь не чувствовал боли и не мог быть уничтожен простым оружием. Ища способ его одолеть, Мерлин узнаёт о возможности создания особенного меча, выкованного в огненном дыхании дракона. Получив от Гвен один из выкованных мечей её отца, Мерлин относит его Великому Дракону. Созданное им оружие уничтожило Чёрного рыцаря, но, обладая огромной силой, должно было быть спрятано от чужих глаз. Мерлин оставил его на дне озера Авалон. Позже Мерлину пришлось ещё раз обратится за помощью к мечу, и на этот раз он спрятал меч в глухом лесу, воткнув его в валун, закрепив это заклинанием. После того как Моргана захватила Камелот, а Мерлин с Артуром бежали, в Артуре появилась мысль, что он не достоин трона, и Мерлин, придумав историю, заставляет Артура поверить в себя, снимает заклятие удерживающее меч, и отдает его Артуру.

#### Сэр Уильям из Дэры
Сэр Уильям из Дэры (Алекс Прис) — подставной рыцарь, найденный Мерлином, чтобы Артур мог участвовать в турнире инкогнито. В действительности «сэр Уильям» является фермером и живёт в одной из дальних деревень. Его задача выдавать себя за участника турнира и приветствовать зрителей после поединков Артура. Изначально Артур хотел лично предстать перед зрителями после окончательной победы, однако, прислушавшись к Гвен, он решает оставить всю славу «сэру Уильяму».

#### Сэр Эван
Сэр Эван (Кит Торн) — рыцарь Камелота. Погибает от укуса змеи, заколдованной в щит Валиэнтом. Гаюсу удается найти противоядие, но Валиэнт вновь насылает своих змей после того, как Мерлин раскрывает его тайну, укушенный снова, на сей раз смертельно, Эван не может подтвердить обвинения Мерлина.

#### Сэр Элиан
Сэр Элиан (Адетомива Едун) — старший брат Гвен. Четыре года не поддерживал контакт с семьёй, поэтому Гвен ничего не знала о его судьбе. Элиан вновь встретился с ней, когда девушка была похищена людьми Сенреда, использовавшего её желание помочь плененному брату в своих интересах. После возвращения в Камелот живёт в доме сестры. В серии «Восшествие Артура» примыкает к отряду Артура, совершающего вылазку в захваченный город. Становится одним из Рыцарей Круглого стола. В серии «Тёмная башня» смертельно ранен мечом, заколдованным Морганой.

#### Сэр Освальд и сэр Итон
Сэр Освальд и Сэр Итон — рыцари, прибывшие на турнир в Камелот, но убитые разбойниками, с помощью магии подделавшими их внешность. (3x04)

### Люди

#### Эридиан
Эридиан (Чарльз Дэнс) — охотник на ведьм, нанятый Утером для поиска волшебников в Камелоте, после того как одна из горожанок стала свидетельницей колдовства Мерлина. Девушка не обвиняет Мерлина и не может указать на источник магии, но Эридиан уверен в его вине. Охотник обыскивает мастерскую Гаюса и находит зачарованный браслет, который, в его глазах, свидетельствует о вине Мерлина. Однако Гаюс признает, что браслет был подарком на память от старого друга и принадлежит ему. Мерлина освобождают. После продолжительного допроса Эридиан принуждает Гаюса сделать признание, что он пользуется магией, обещая в ином случае расправиться с Мерлином и Морганой. Утер неохотно приговаривает Гаюса к смерти. Мерлин проводит собственное расследование и узнаёт, что Эридиан — аферист, подставляющий обвиняемых ложными доказательствами. Мерлин и Гвен собирают доказательства преступления Эридиана, чтобы представить их Утеру. После обыска палат и небольшого незаметного магического вмешательства Мерлина, Эридиан начинает паниковать, и выпадает из окна при попытке Артура его арестовать.

#### Агравейн де Буа
Агравейн де Буа (Натаниель Паркер) — брат Игрэйны, дядя Артура. У него есть причины не любить Утера, в борьбе за престол выступает на стороне Морганы, но действует тайно, «поддерживая» Артура после его посвящения в регенты при отце. Всячески потворствуя деятельности колдуньи, передавая ей новости и выполняя некоторые поручения. Убит Мерлином в 13 серии 4 сезона при попытке убить Артура.

#### Вивьен
Вивьен — аристократка из рода Горлуа, отсутствующая мать Морганы и Моргаузы. После рождения Моргаузы, во избежание последствий от устроенной Утером Великой чистки, отдает девочку Гаюсу, чтобы тот мог передать её жрицам с острова Авалон, оставляет дочери свои браслет с гербом дома Горлуа. Она вернулась к нормальной жизни, вышла замуж и вскоре родила ещё одну девочку, Моргану, однако, немногим было известно, что отцом ребёнка является Утер Пендрагон. После смерти супруга Вивьен оставила восьмилетнюю Моргану на попечение Утера, а сама покинула королевский двор.

#### Гаюс
Гаюс (Ричард Уилсон) — придворный врач Камелота, наставник и опекун Мерлина. Сразу после встречи с Мерлином, обнаруживает, что у юноши уникальные магические способности и дает ему книгу колдовства, чтобы тот научился ими пользоваться, но просит его при этом сохранять свою истинную. Сам Гаюс практиковал волшебство в молодости, о чём известно даже королю, довольному тем фактом, что Гаюс разбирается и может определить была ли использована магия, но сам её не практикует. Гаюс знает, что судьба Мерлина во многом превосходит его собственное предназначение, он также знаком с Великим Драконом. Он вытаскивает Мерлина из проблематичных ситуаций, в которых тот оказывается по глупости из-за беззаботного использования волшебства. Несмотря на то, что по сравнению с Мерлином его магические способности ограничены, его навыки и знания играют для Мерлина большую роль. От Гаюса он узнает, как управлять и усовершенствовать свои силы, а знания в таких областях как мифология и медицина помогают Мерлину и его друзьям в их текущих делах.
Гаюс также является советником Утера, он один из немногих людей — если не единственный — кто смеет высказываться против действий короля в критических ситуациях, хотя предубеждение Утера относительно магии обычно препятствует его восприятию по отношению к советам Гаюса. Гаюс помог избежать гибели многим магам, в том числе Балинору и Моргаузе, которых он вывез из Камелота в детстве. Хотя он и не использовал волшебство в течение многих лет, после прибытия в Камелот Мерлина, он периодически вновь обращался к магии, например, чтобы приготовить противоядие для Мерлина (1x04) или спасти его от Моргаузы (3x13), кроме того, он часто помогает Мерлину в приготовлении магических зелий. Даже без волшебства, Гаюс демонстрирует исключительный талант врачевателя, регулярно залечивая чужие раны и готовя лекарства.
В третьей серии третьего сезона в тело Гаюса вселяется гоблин, который, чтобы прикрыть собственное колдовство, обвиняет в использовании магии Мерлина, используя тот факт, что юноша не может причинить ему вред, не навредив Гаюсу. В результате Мерлину и Гвен приходится отравить Гаюса, чтобы поймать гоблина. Ближе к концу сезона Гаюс на время соединяется со своей подругой Элис, которой много лет назад помог сбежать из Камелота после обвинения в колдовстве, он вынужден повторить свой подвиг вновь после того, как Элис, одержимая мантикорой, пытается отравить короля. В последней серии сезона Гаюс способствовал ранению Моргаузы при попытке Мерлина украсть у сестёр Чашу жизни и обезвредить их бессмертную армию.
В серии документального цикла о съемках сериала «Тайны и Волшебство: Охота на ведьм». Гаюс дважды обозначался как дядя Мерлина — вероятно, в роли брата Хуниты. Ричард Уилсон в интервью также называет Хуниту сестрой Гаюса.

#### Гвиневра
Гвиневра (Гвен) (Энджел Колби) — служанка Морганы. Моргана и Гвен больше походят на лучших подруг, Mоргана называет Гвен «самым добрым и лояльным человеком, которого Вы когда-либо встречали».
Гвен простолюдинка, её отец был кузнецом. На протяжении всего сериала поддерживает дружеские отношения с Мерлином. Тайно влюблена в Артура, но они не могут быть вместе из-за разного социального положения. После коронации Артура, становится его женой.

#### Гелиос
Гелиос (Теренс Мейнар) — глава Южной армии (южан). Нападает на деревню, где жила Гвен, и захватывает её в плен. Всячески пытается соблазнить её. Союзник Морганы по захвату Камелота, что им удается в 12 серии. Убит Изольдой в 13 серии 4 сезона при попытке убить Артура. Получив смертельное ранение, убивает Изольду.

#### Джеффри Монмута
Джеффри Монмута (Майкл Кронин) — специалист по генеалогии, хранитель библиотеки Камелота и старый друг Гаюса. Не раз помогал Гаюсу и Мерлину в поиске нужной информации: установил истинную личность Эдвина Мюрдена (1x06), указал Мерлину на книгу с информацией о мече, способном уничтожить живого мертвеца (1x09). Кроме того, исполняет роль церемониймейстера на больших государственных приёмах.

#### Седрик
Седрик (Маккензи Крук) — аферист, проникший во дворец, дискредитировав Мерлина в глазах Артура, с целью украсть драгоценный камень из саркофага Корнелиуса Сигана. Получив доступ к покоям Артура, он смог украсть ключи к подземным хранилищам, где Утер оставил найденное в подземелье сокровище. Когда Мерлин использует волшебство на охоте, чтобы спасти Артура от несущегося на него кабана, Седрик выдает себя за совершившего меткий бросок копья и получает вознаграждение. Он несколько раз подставляет Мерлина, чтобы получить его место и доступ к ключам от хранилища. Получив желаемый камень, Седрик попадает под власть Сигана. Неясно, что происходит с Седриком после того, как Мерлин смог заточить дух Сигана обратно в камень (2x01).

#### Игрэйна Пендрагон
Игрэйна (Элис Паттен) — жена Утера Пендрагона, мать Артура. Забеременев с помощью магии, Игрэйна должна была пожертвовать своей жизнью для сохранения равновесия жизни и смерти в мире. Её брат, Тристан Де Буа, поклялся отомстить Утеру за это, и погиб, пытаясь исполнить клятву. Утер после потери жены ополчился на магию и казнил каждого, кто её использовал. Игрэйна впервые появляется в серии «Грехи отцов», будучи вызванной с того света магией Моргаузы, она рассказывает Артуру о причине своей смерти. Её призрак преследует Утера после того, как Моргана отравила его ядом мандрагоры в серии «Слезы Утера Пендрагона (Часть 1)», являясь одной из галлюцинаций Утера в его воспоминаниях о тех, кого он погубил.

#### Майрор
Майрор (Адриан Лестер) — наёмный убийца, охотник за головами, посланный, чтобы убить Артура Королём Одином, сына которого Артур убил в поединке. Изначально хотел застрелить Артура из арбалета, но, поняв, что принц не покинул Камелот, нашёл его, проследив за Мерлином. Совершил несколько покушений на жизнь принца, последнее из которых чуть не увенчалось успехом, так как было устроено на турнире, выступая на котором инкогнито, Артур не мог ни нарушить правила, защищая свою жизнь, ни раскрыть себя. Одновременно Майрор ловко уходит от стражи Камелота, посланной Утером на его поиски, когда становится известно о «заказе» Одина. Артура в очередной раз спасет Мерлин, оборвав с помощью заклинания подпругу на седле Майрора, выдавшего себя за убитого им участника турнира.

#### Уильям
Уильям (Джо Демпси) — друг детства Мерлина. Его отец погиб на службе у короля, поэтому Уильям прохладно относится к аристократам. Не испытывает симпатии к Артуру, когда тот прибывает в Эалдор вслед за Мерлином, осуждает его за напрасные попытки обучить крестьян ратному делу, подставляя их налётчикам вместо «пушечного мяса», но меняет своё мнение, когда видит, что Артур рискует не только чужими, но и своей жизнью. Погибает от рук разбойников во время битвы, прикрыв собой Артура. Перед смертью Уильям говорит, что это он (а не Мерлин) использовал магию, чтобы защитить деревню.

#### Хунит
Хунит (Кэролайн Фэбер) — мать Мерлина. Она посылает его в Камелот, надеясь, что там он будет в безопасности под присмотром придворного лекаря Гаюса. Она впервые появляется в десятой серии первого сезона в надежде попасть к королю и просить его защитить от разорительных набегов их деревню Эалдор. Впоследствии она появляется в последней серии сезона, так как договор, заключенный Мерлином с Нимуэ об обмене его жизни на жизнь Артура, был искажен колдуньей и направлен на мать Мерлина. В результате Мерлин смог победить Нимуэ с помощью магии. В серии «Последний повелитель драконов» становится известным имя отца Мерлина, о котором она заботилась, пока он скрывался в Эалдоре.

#### Леди Хелен Мора
Леди Хелен Мора (Ив Майлс) — певица, убитая Мэри Коллинз по пути на выступление в Камелоте.

#### Тристан и Изольда
Тристан (Ben Daniels) — контрабандист, оказавший помощь и содействие Мерлину при их с Артуром бегстве в Эалдор. Невысокого мнения об Артуре.
Изольда (Миранда Рэйсон) — подруга Тристана, погибает в конце 4 сезона, спасая Артура.

#### Элис
Элис (Полин Коллинз) — когда-то волшебница, целительница, друг Гаюса, уехавшая из Камелота перед Большой Чисткой. В юности она и Гаюс были очень близки, вместе занимались наукой и практиковали магию, хотели пожениться, но, когда Утер запретил магию в Камелоте, Гаюс помог Элис бежать Камелота, а сам остался, чтобы иметь возможность убрать её имя из списков осужденных за колдовство.
Спустя годы Элис вернулась в Камелот. Хотя Гаюс был счастлив встретится с ней вновь, Мерлин заподозрил неладное и вскоре узнал, что Элис находилась под влиянием мифического чудовища Мантикоры. Элис хотела использовать мантикору в надежде, что сможет контролировать её темную магию и использовать её для благих целей, но вместо этого мантикора сама получила контроль над нею и стремилась использовать её отношения с Гаюсом, чтобы убить Утера. Мерлин и Гаюс смогли вылечить Утера, отравлено ядом мантикоры, убив мифическое чудовище. Гаюс вновь помогает Эллис сбежать.

#### Джулиас Борден
Джулиас Борден (Джеймс Кэллис) — прежний подопечный Гаюса, посвятивший жизнь поискам ключа к гробнице Ашканара, в которой, по легендам, сокрыто яйцо дракона. В 4 серии 4 сезона он просил помощи у Гаюса, так как для достижения цели, ему необходимо было пробраться в сокровищницу цитадели Камелота. Гаюс отказался помочь, зная, что Джулиас станет использовать яйцо для собственных целей, но тогда откликнулся Мерлин, который желал спасти последнее яйцо дракона.

#### Саррум
Саррум слывет таким жестоким человеком, что его боялся сам Утер. Держал Моргану и Эйсузу в плену (заковал их в цепи на дне колодца). Через два года они сбежали. Артур приглашает его в Камелот, чтобы заключить с ним союз. Однако Гвиневра делает более выгодное предложение — Саррум убивает Артура, а она, став королевой, щедро вознаградит его. Саррум соглашается, надеясь после смерти Артура захватить Камелот. Но из-за вмешательства Мерлина Саррум был убит человеком, которого нанял для убийства Артура.

#### Сифа
Сифа — в начале пятого сезона была личной служанкой королевы Гвен. Предала Артура, подслушав планы совета о вторжении в Ишмир через земли королевства Карлеона, с запада. Дочь Рудена, союзника Морганы. За измену была единолично приговорена королевой Гвен к смерти. Приговор являлся ловушкой для того, чтобы выманить Рудена в Камелот и узнать о планах Морганы. Бежала из темницы при помощи отца.

## Мир Авалона и создания Древней Религии

### Колдуны и ведьмы

#### Алвар
Алвар (Джозеф Моул) — колдун, друг Мордреда, подбивший Моргану выкрасть кристалл Ниатиды из сокровищницы Камелота. Алвар проявил к Моргане неподдельный интерес, умело манипулируя молодой ведьмой, заставляет её проникнуться к нему симпатией, в результате чего Моргана, рискуя собственным благополучием, помогает ему сбежать из темницы (2x11).

#### Докрейд
Докрейд — старуха, живущая в лесу в священной пещере. Настолько стара, что застала ещё времена господствования Старой религии. Поддерживает приверженцев Старой религии (главным образом, Моргану). Впервые повстречав Моргану, говорит о ней так: «Тебе суждено вернуть старые порядки! Я надеюсь дожить до этого времени…». Об Эмрисе же говорит: «Ты не друг Старой религии! Не друг Морганы Пендрагон! Убирайся!». Также говорит, что её нельзя уничтожить, так как она — создание земли. Появляется в эпизодах «Ланселот Озерный», где объясняет Моргане, как вызвать из мира мертвых Тень, и «От всего сердца», где вынуждена рассказать Мерлину, как освободить Гвен от чар Морганы.

#### Каэлих
Каэлих — привратница мира мёртвых. В 1 серии 4 сезона Моргана принесла ей в жертву Моргаузу, выпустив таким образом души мертвых. В следующей серии Ланселот стал добровольной жертвой, и Каэлих закрыла портал в другой мир. От неё Моргана впервые узнала об Эмрисе (Мерлине), о том, что он — её «судьба и проклятье».

#### Корнелиус Сиган
Корнелиус Сиган (Маккензи Крук) — великий маг древности, живший в эпоху основания Камелота. Был счете казнен из-за своего колдовства, и перед смертью проклял Камелот, поклявшись вернуться и разрушить город. Его несметные богатства были погребены вместе с ним; Утер случайно вскрыл его мавзолей и, не понимая последствий, открыл доступ к пылающему драгоценному камню, с заключенной в нём душой колдуна. Дух Сигана, превращающийся в ворона, овладел первым дотронувшимся до камня, воришкой Седриком (значение имени Сигана — «ворон» на языке Древней Религии). Мерлин разрушил чары, используя знания данные ему Великим Драконом, и вернул дух колдуна в камень.

#### Мери Коллинз
Мери Коллинз (Ив Майлс) — волшебница, погибающая в серии «Зов Дракона». После того, как её сын был казнен за использование магии, она обещает Утеру отнять у него сына, как он отнял у неё. Она убивает леди Хелен, которая направляется в Камелот, чтобы выступить для короля, и принимает её внешность. Однако, её истинная обличие отражается в зеркальной поверхности. Её пение погружает весь королевский двор в зачарованный сон. Мерлин единственный, кто не слушает, и мешает ей убить Артура.

#### Моргана
Моргана Пендрагон (Кэти МакГрат) — подопечная короля, его внебрачная дочь (а значит, статус де-факто: принцесса) и воспитанница, обладающая магическими способностями. Провидица, очень сильная колдунья, одна из жриц Старой Религии, верховная жрица триединой богини. Стала бессмертна благодаря молодой драконше Эйсузе (последняя "вдохнула" жизнь в умирающую Моргану, исцелив её от ран, полученных при побеге из Камелота, после её 2 непродолжительного правления). Может быть побеждена только более сильным магом или могущественным магическим оружием (как Экскалибур).
Изначально Mоргана очень отзывчивый, добрый и чуткий человек, с редкой проницательностью, смелая, способна манипулировать людьми (Провоцирует Артура ослушаться отца, что бы спасти умирающего Мерлина; "ненароком" подаёт идею Утеру навестить могилу отца, что бы отомстить за смерть отца её служанки, близкой подруги; убеждает Утера в том, что служанка очаровала Артура, как и в том, что прогулки с ней могут быть важнее дел государственных и т. д.). На протяжении 2 сезона всё больше проявляются её магические способности, а значит и страх перед Утером, который может казнить за них. Она сыграла значительную роль в судьбе Мордреда (1x08), укрывая его в своих покоях во время обысков. Также она помогает сбежать отцу Гвен, не веря в справедливый суд Утера над человеком, обвиненным в потворствовании и укрывательству колдуна Таурена - в измене. (1x12)
Во втором сезоне в результате резкого проявления её способностей она поджигает собственные палаты, просто взглянув на огонь (без формул и заклинаний, что говорит о её могущественном потенциале и возможностях). В серии «Огни Идиршолоса» некоторое время колеблясь, идёт на союз с Моргаузой с целью убить Утера, но фактически она подвергает смертельной опасности и Артура с Мерлином, не желая этого. Чтобы спасти Камелот, Мерлину пришлось отравить её. Момент стал кульминационным — всё добро в её душе и сомнения в правильности своих последних деяний иссякли с осознанием размера предательства близкого ей человека. Моргауза, не ожидая такого поворота событий вынуждена пойти на уступки судьбе — оставить Камелот и спасти Моргану. С последних событий до третьего сезона сериала прошло три года. Моргауза, выступающая в роли её наставницы в магическом искусстве и военном деле (вероятно, в период её «кражи» Моргана узнает о том, что последняя - её сводная сестра по матери), стала со временем для неё единственным человеком, которого она действительно горячо полюбила (хорошо видно в заключительной серии 3 сезона и в 1 серии сезона 4). Узнав, что является дочерью короля Утера (3x05), не видит для себя в этом положительных сторон, будучи расстроенной мыслью, что она - родственник человека, который скрыл её происхождение от народа и от неё самой, дабы выглядеть "идеальным правителем" в глазах как народа, так и его близких. Перспективы перед ней раскрывает сводная сестра, объясняя, что теперь она может претендовать на престол Камелота как законная наследница короля. С этого момента открываются «линии» покушений на сына Утера непосредственно со стороны подопечной Пендрагонов. Ей удается захватить власть в конце 3 и 4 сезонов. В четвёртом сезоне воплощает в жизнь одну из своих главных целей — убийство ненавистного противника магии Утера. Панически боится таинственного Эмриса, который «её судьба и погибель» (4x01). Верховная Жрица Старой религии (становится в период между 3 и 4 сезонами; после смерти Моргаузы остаётся «последней в своем роде»).
В 13 серии 4 сезона, находясь на грани жизни и смерти после ранения, была спасена молодой драконшей Эйсузой. Два года вместе с ней находилась в плену у Саррума, который держал их на цепях в колодце. Не могла вырваться оттуда, так как боялась использовать свою магию рядом с Эйсузой, боясь ранить или же ещё больше покалечить её. Бежав из плена, продолжает пытаться захватить Камелот, но теперь уже не столько из-за желания стать королевой, сколько из-за жажды мести. С 5 сезона становится королевой саксонцев и объявляет войну Камелоту.
В финальной серии убита Мерлином с помощью Эскалибура..

#### Моргауза
Моргауза (Эмилия Фокс) — сестра Морганы по матери (единоутробная), была тайно вывезена из Камелота в детстве, так как проходила обучение у жриц Старой Религии и могла быть за это казнена. Вернувшись в Камелот много лет спустя, она бросает вызов Артуру и побеждает его в поединке, в качестве награды, взяв с него обещание приехать к ней. Знакомится с Морганой, хотя и знает, что подопечная короля - её родная сестра (на прощание дарит ей целительный браслет, препятствующий её ночным кошмарам). Цель колдуньи вызвать в Артуре гнев и ненависть к отцу, раскрыв ему правду о матери и о собственном рождении. Исполнению плана мешает Мерлин, уверенный, что отцеубийца не сможет принести мир в Камелот, он убеждает друга, что ведьма скорее всего обманула его. Уезжая, Mоргауза оставляет сестре браслет, препятствующий её ночным кошмарам, с гербом дома Горлуа (по которому Гаюс смог её опознать).
Во время повторного визита в Камелот колдунья приводит с собой пробужденных к жизни Рыцарей Медиры. На этот раз, чтобы её остановить, Мерлину приходится послушаться совета Великого Дракона. Он даёт Моргане яд и требует от Моргаузы снять заклинание и отступить, если она хочет спасти сестру. Моргауза соглашается и исчезает вместе с Морганой.
В третьем сезоне, сговорившись с сестрой, Mоргауза плетёт заговор с целью натравить соседнее царство на ослабевший Камелот - заключает союз с королём Сенредом. Именно Моргауза разрабатывает планы по захвату Камелота, чтобы возвести на трон Моргану. Не понимает, кто такой Мерлин, хотя несколько раз он, практически не скрываясь, использует против неё свои силы. Причиной этому, очевидно, является тот факт, что Моргауза не обращает внимания на слуг, хотя, оставляя Мерлина связанного на съедение скорпионам, она понимает, что он готов умереть за свои идеалы, но не видит смысла оставлять ему жизнь, чтобы узнать в чём они заключаются (3x01). Встречается с сестрой тайно, или за пределами города - в лесах, или в городе - в недрах самой цитадели, или, используя заклинание старения, приходит без опаски быть обнаруженной. В последней серии третьего сезона была серьёзно ранена Мерлином (не без помощи Гаюса, который отвлёк её внимание). Больная и умирающая она была добровольно принесена в жертву Каэлик, жрице врат в потусторонний мир, что стало «последним подарком» Моргане, выпустившей, таким образом, в мир живых духов другого мира (4x01).

#### Нимуэ
Нимуэ (Мишель Райан) — антагонист Мерлина в первом сезоне сериала. Очень сильная колдунья, Жрица Старой Религии. Нимуэ исполняла своеобразную роль «придворной колдуньи» Утера до времён великой чистки. Именно она исполнила его желание и помогла королеве Игрэйне родить долгожданного наследника. Однако ведьма не предупредила Утера о последствиях своего заклинания, в результате которого дав жизнь сыну, Игрэйна должна была отдать свою взамен. Утер выслал её из Камелота и начал Великую Чистку, поклявшись уничтожить любого, кто будет использовать магию в каких-либо целях. Предположительно, что внешность Нимуэ это, результат её колдовства. Она таким образом, может поддерживать облик юной девушки, несмотря на то, что живёт уже многие столетия.
В последнем эпизоде первого сезона Нимуэ соглашается помочь Мерлину спасти Артура в обмен на его жизнь, однако, использует прежнюю уловку, направляет заклинание на мать Мерлина. Чтобы избежать ненужных жертв Гаюс отправляется на Авалон и предлагает свою жизнь взамен. Его догоняет Мерлин. В результате между Нимуэ и Мерлином завязывается магический поединок, победителем из которого выходит Мерлин.
Нимуэ ценит жизнь Мерлина и, несмотря на то, что сначала совершает попытку его убить, впоследствии, она старается не подвергать его жизнь опасности и предлагает сотрудничество, от которого Мерлин отказывается. Несмотря на физическое уничтожение, существует вероятность (исходя из описания её образа на официальном сайте ВВС), что Нимуэ вернется в мир живых в другой форме.

#### Таурен
Таурен (Кэл Макэнинч) — волшебник, возглавлявший группу, объединившихся для свержения Утера, колдунов. Он оплатил услуги отца Гвен Тома, чтобы тот выковал ему достаточное количество металлических слитков, обращенных впоследствии с помощью магии в золото. Таурен успел сбежать от королевских стражников, в то время как Том был ими схвачен и обвинён в измене Утером за помощь колдуну. После его казни, Моргана, взбешённая поступком покровителя, предложила Таурену сделку, ценой в которой станет жизнь Утера, но изменила решение, когда он принес извинения за Тома. Моргана убила Таурена кинжалом и спасла Утера.

#### Эдвин Мюрден
Эдвин Мюрден (Джулиан Рхинд-Татт) — волшебник, прибывший в Камелот под маской врача. Его цель в том, чтобы отомстить за смерть родителей, которые были казнены Утером во время Великой чистки. Его лицо было изуродовано в детстве, так как он пытался спасти своих родителей из огня. Родители Эдвина были друзьями Гаюса, но Гаюс знал, что они, изменив их общим принципам, практиковали темную магию. Эдвин обвинил Гаюса в их смерти. Он попытался убить Утера и угрожал Гаюсу раскрыть тайну Мерлина, если тот будет ему мешать. Мерлин смог справиться с ним при содействии Гаюса (1x06). Эдвин заключил Гаюса в кольцо огня и пытался убить Мерлина, но маг смог противостоять силе Эдвина и победил.

### Волшебники

#### Алатор
Алатор (Гэри Льюис), также известный как Алатор из Ката — маг обладающий способностями, заставляющими людей рассказывать правду обо всем. Моргана обращается к нему за помощью, чтобы узнать, кто такой Эмрис. Для этого она просит Алатора похитить из Камелота Гаюса и узнать правду у него. Однако, Алатор, услышав легенду об Эмрисе, переходит на его сторону. В пятом сезоне Моргана пленила Алатора и под пытками пыталась заставить его сказать, кто такой Эмрис и где он находится. Не добившись успеха, свернула Алатору шею.

#### Aнхора
Aнхора (Френк Финли) — хранитель единорогов. Когда Артур, охотясь в лесу, убивает единорога, Анхора предупреждает его о проклятие, которое падёт на Камелот, если он не сможет покрыть нанесённый ущерб. Aнхора заставляет Артура пройти ряд испытаний. Первое из которых (на сострадание) принц проходит, а следующее (на гордыню и тщеславие) проваливает. В попытках помочь Артуру, Мерлин идёт к Анхоре и просит его о втором шансе для Артура. Анхора соглашается, но предупреждает Мерлина, что в следующем задании он заставит Артура пойти Лабиринт Гедрефа. На этот раз Артур проходит испытание, он доказывает Анхоре, что способен пожертвовать собой ради друга. Своими действиями принц покрывает свой долг, он приносит отпиленный у убитого им единорога рог в лес и зарывает его на поляне. Мерлин и Артур видят среди ветвей деревьев убегающего единорога.

#### Балинор
Балинор (Джон Линч) — последний повелитель драконов, носитель древней магии и отец Мерлина. Во времена Большой Чистки Гаюс переправил приговоренного к смерти Балинора в Эалдор, где тот и прятался у матери Мерлина Хунис. Он бежал от стражи Утера задолго до рождения сына и не знал о его существовании. Прячась в пещере в соседнем враждебном Камелоту государстве многие годы, Балинор превратился в нелюдимого отшельника и не пожелал помочь Артуру и Мерлину, когда те пришли просить его укротить Великого Дракона, которого он когда-то привёл к Утеру для заключения мира. Не смирившись с чёрствостью родного отца, Мерлин упрекнул его в нежелании помочь людям, которые когда-то помогли ему, намекая на Гаюса. В результате Балинор передумал и отправился в Камелот, но по дороге, подвергшись нападению разбойников, погиб, защищая сына. В предпоследнем эпизоде пятого сезона Балинор появляется в Кристальном Гроте и помогает Мерлину вернуть силы.

#### Гили
Гили (Гарри Меллинг) — молодой волшебник, который попытался выиграть рыцарский турнир Камелота, тайно используя волшебство. Раскрыв секрет юноши, Мерлин несколько раз говорит с ним об использовании волшебства, Гили в ответ рассказывает, что его отец был магом, но никогда не использовал свою силу из страха. Гили решает применить свои навыки, чтобы конкурировать с рыцарями на турнире, он использует волшебное кольцо отца. Мерлин просит его отказаться от этой затеи, напирая на то, что придёт время и им не придётся скрываться, но победив последнего противника Гили хочет биться с королём. Во избежание того, что Артур возненавидит колдовство, если по его вине погибнет его отец, Мерлин незаметно помогает Утеру победить Гили, делая так, что меч последнего застревает, давая возможность Утеру нападать. Несмотря на такое вмешательство, Гили признает правоту Мерлина, понимая, что его отец не использовал волшебство не из страха перед его силой, а из страха перед её способностью всё испортить. Гили покидает Камелот, но Мерлин надеется на встречу с ним, когда волшебство уже не будет под запретом.

#### Греттир
Греттир (Уорик Дэвис) — страж моста, ведущего в земли Короля-Рыбака. Указывает Мерлину, Артуру и Гвейну дорогу, объясняя Мерлину в чём заключается истинная цель «поиска» королевского трезубца.

#### Мерлин
Мерлин (Эмрис) (Колин Морган) — главный герой телесериала, молодой человек и удивительно талантливый волшебник, хранящий свои магические умения в тайне, его судьба стать самым могущественным чародеем в мире. Среди друидского народа его имя — Эмрис. Кроме того, он — слуга Артура, его тайный защитник, и друг, несмотря на изначальную враждебность между ними, вызванную высокомерием и грубостью принца. Мерлин сострадателен, справедлив и всегда старается помочь людям.
В начале сериала он приходит в Камелот, чтобы найти применение своим «талантам», с письмом от матери к Гаюсу, который в свою очередь заставляет его держать свои способности в тайне. При первой встрече с Артуром Мерлин не может сдержаться и называет его идиотом, в результате чего оказывается в темнице, во время второй встречи молодые люди дерутся, в третий раз Мерлин спасает Артуру жизнь и «в награду» получает место его слуги. В конечном итоге, молодые люди сдружились и не раз спасали жизнь друг другу.
На протяжении сериала приобретает и проявляет ряд способностей:
- Магические способности — даны от рождения, постоянно используются в борьбе против других волшебников и магических созданий
- Сила Жреца Старой религии — приобретена и использована в последней серии первого сезона. С её помощью Мерлин побеждает Нимуэ в магическом поединке.
- Сила Повелителя Драконов — унаследована Мерлином после смерти его отца, Балинора. Периодически используется для того, чтобы призвать Великого Дракона. Также используются для отваживания вивернов и чтобы призвать детеныша дракона из яйца (так рождается Эйсуза). Впервые появляется в последней серии второго сезона

Кроме того, в четвёртом сезоне постоянно использует зелье старенья, действуя под друидским именем Эмрис. Может использовать посох Ши. Для Мерлина несмертельны прикосновения дорокков. В 5 сезоне узнаёт о проклятии Артура, которое всячески пытается предотвратить, но безуспешно. В заключительной серии убивает Моргану Эскалибуром , который был закалён огнём дракона. В этой же серии признаётся Артуру,что владеет магией. Хоронит короля на острове в центре озера Авалон. Мерлин  не смог выполнить своё предназначение и потерял лучшего друга. Но Великий Дракон говорит ему, что "когда придёт нужда,  и Альбион позовёт,Артур придёт вновь". В заключительной сцене изображён XXI век и старый Мерлин, который до сих пор ждёт своего короля и,проходя мимо озера Авалон, опускает голову.

#### Талиесин
Талиесин (Карл Джонсон) — легендарный колдун и провидец, живший за три столетия до событий сериала. Талесин исцеляет раненого стрелой Артура и открывает Мерлину тайны Хрустального грота, предлагая ему увидеть грядущие события. Он говорит Мерлину, что лишь избранному откроются тайны будущего в этом месте.

#### Финна
Финна — последовательница Алатора. В детстве её отобрали верховные жрицы как возможную приемницу, но по какой-то причине она ею не стала. По поручению Алатора передает Мерлину шкатулку с пророчеством о смерти Артура. Спасая Мерлина от Морганы, совершает самоубийство.

### Друиды

#### Мордред
Мордред (Эйса Баттерфилд, Александр Влахос в 5 сезоне) — мальчик-друид. Мордред практически не разговаривает, но общается с помощью обмена мыслями с другими волшебниками. Его наставник был схвачен и казнен Утером, мальчика спасли Мерлин и Моргана, с которой у него установилась особая связь. Великий Дракон предупреждает Мерлина об опасности такого союза для жизни Артура. Mордред называет Мерлина «Emrys» (валлийская форма имени Амброзиуса, в дословном переводе значит «бессмертный»), утверждая, что знает, кем является Мерлин и что он такой же как он. Несмотря на предупреждение Дракона, просившего не спасать мальчика, Мерлин, в конечном счете, помогает Мордреду бежать с ним и вернуть его друидам. Он вновь появляется в третьей серии второго сезона, когда Mоргана отправляется в лес Асестир, чтобы найти Друидов. С помощью телепатической связи Mордред находит её, укушенную скорпионом. В серии «Пробуждение Ведьмы», он просит Моргану выкрасть кристалл Ниотиды, чтобы иметь возможность видеть будущее. Мерлин выслеживает ведьму, когда она отдает кристалл, Мордред пытается убежать от солдат, в то время как Мерлин пытается остановить его, Mордред убивает двух рыцарей, пронзая их спины копьями, и предупреждает Мерлина, что он не простит и не забудет его поступка. Повзрослевший Мордред, которого играет Александр Влахос, возвращается в сериал в 5 сезоне. Артур посвящает его в рыцари Круглого стола. Верен Артуру и неоднократно спасает ему жизнь. Однако после того, как Артур казнит его возлюбленную — Кару, предает Артура и вступает в союз с Морганой, открывая ей правду об Эмрисе.
Владел мечом, выкованным в огненном дыхании дракона (Эйсузы). Этим мечом смертельно ранил Артура во время битвы при Камлане, но и сам был убит им.

#### Кара
Кара (Александра Доулинг) — воинственная друидка и возлюбленная Мордреда. Сражалась на стороне саксов и Морганы. Обманом пыталась убить Артура, за что была приговорена им к повешению. Из-за неё Мордред разрывается между дружбой и любовью и в итоге выбирает последнее: он вызволяет Кару из темницы и сбегает с ней. Но рыцари нагоняют их. Кара была повешена на следующий день.

#### Фрея
Фрея (Лора Доннелли) — девушка-Друид, когда-то жившая в горной деревушке около озера. После убийства сына волшебницы в результате самообороны Фрея была проклята и по ночам превращалась в бастет, монстра, напоминающего большую пантеру с подобными летучей мыши крыльями. При неуказанных обстоятельствах Фрея была схвачена охотником за головами Хэлигом и привезена в Камелот, где её освободил Мерлин. Пряча девушку в подземелье, Мерлин приносит ей еду и одежду и всячески старается подбодрить, готовя к побегу из города. Фрея пытается объяснить, почему для неё невозможен побег и новая жизнь, но Гаюс объясняет Мерлину причину раньше. Тем не менее Мерлин не отворачивается от любимой девушки, несмотря на то, что последняя уже убила четырёх человек. Во время её следующей охоты он спасает смертельно раненную Артуром бастет и после того, как к Фрее возвращается её человеческий облик, приносит девушку на берег озера Авалон, где она и умирает, обещая отблагодарить его когда-нибудь. (2x09)
В третьем сезоне Фрея появляется вновь. Мерлин видит её отражение в воде из озера Авалон, подаренной ему Королём-Рыбаком. Фрея напоминает о своём обещании и рассказывает об истинной природе магии Чаши жизни, предлагая забрать у неё Экскалибур для борьбы с заколдованными солдатами. Когда Мерлин прибывает на озеро, он видит руку с мечом, протянутым ему. (3x13)

#### Эглейн
Эглейн (Колин Сэмон) — друид, скрывающийся в лесу Аскетир. Именно он раскрывает Моргане её магическую сущность после того, как она, последовав совету Мерлина отправляется на поиски друидов, желая узнать правду о своих скрытых возможностях. Укушенная гигантским скорпионом, Моргана попадает к Эглайну, который узнаёт о ней от Мордреда. Эглейн врачует раны Морганы и говорит ей, что у неё действительно есть волшебный дар, который можно использовать как во благо, так и во зло. Когда Артур с солдатами нападают на лагерь друидов, Эглейн пытается помочь Mоргане и Moрдреду убежать, в результате чего получает смертельную рану.

### Народ Ши

#### Алфрик
Алфрик (Кеннет Крэнхэм) — прибыл в Камелот по приглашению Артура, спасшего его и его дочь Софию от разбойников в лесу. Отец и дочь хоть и выглядят как люди на самом деле являются волшебными существами, известными как «народ Ши». Альфрик был изгнан с бессмертных земель Авалона в наказание за убийство другого Ши и был вынужден жить как смертный, но Софии было разрешено возвратиться в Авалон в обмен на душу самого доблестного принца земли. Мерлин не допустил убийства Артура, при спасении которого, он убил Алфрика и Софию, воспользовавшись волшебным посохом Софии.

#### Грунхильда
Грунхильда (Мириам Маргойлес) — пикси (создание, которое вероятно служит Ши), няня принцессы Елены, ребёнка заколдованного народом Ши, с целью, после свадьбы Артура и Елены, к которой стремились отец Артура и отец Елены, лорд Годвин, посадить на престол Камелота королеву Ши. Истинную суть Грунхилды открыл Мерлин, для победы над которой ему пришлось просить Гаюса очаровать Грунхильду. Во время поединка с ней Мерлин использовал посох Ши, оставшийся у него после победы над Альфриком.

#### София
София (Холлидей Грейнджер) — дочь Альфрика, красивая молодая женщина, спасенная вместе с отцом от разбойников Артуром. Именно её Моргана видит в пророческом сне, убивающей принца. София была изгнана Ши вместе с отцом, но в отличие от него она может вернуться, принеся в жертву душу самого доблестного принца земли. Погибает от заклятия Мерлина, использовавшего её собственный магический посох против неё.

#### Старейшина Ши
Впервые появляется в 1 сезоне, когда Алфрик просит его разрешить Софии вернуться в Авалон. Тогда Старейшина называет цену этого возвращения — София должна принести в жертву душу принца. Второй раз появляется в 3 сезоне. Тогда выясняется, что двадцать лет назад он вселил в принцессу Елену фею, зная, что в будущем родители Елены и Артура захотят их поженить. Таким образом, Ши надеялись получить «одну из своих в самом сердце Камелота — королеву Ши». В конце серии Мерлин убивает Старейшину с помощью посоха, отобранного у Софии.

### Волшебные создания

#### Бастет
Бастет — монстр-оборотень, живущий в сумрачном мире между живыми и мёртвыми. Внешне выглядит как гигантская пантера с крыльями летучей мыши. Человек, подвергшийся проклятию, каждую полночь превращался в кровожадного зверя. (2x09)

#### Виверны
Виверны — магические создания, дальние родственники драконов, в отличие от последних не обладают даром речи, однако подчиняются слову повелителя драконов (3x08).

#### Вилиа
Вилиа — духи ручьёв и течений (4x02). Светлые духи, прорвавшиеся в мир, после открытия потусторонних врат. Обладают целительной силой.

#### Гоблин
Гоблин (Марк Уильямс) — вредное и жадное создание, умеющие вселяться в тела других людей. Мерлин из любопытства открывает сундук, в котором был заперт гоблин, и в результате долго борется с его проказами, пока в результате последней гоблин не овладевает телом Гаюса. Чтобы освободить его и вновь запереть гоблина в сундук, Мерлину приходиться дать Гаюсу яд, так как если умрёт носитель, гоблин также погибнет (3x03).

#### Грифон
Грифон — полуорёл-полулев, охотящийся на людей. Простое оружие не способно его убить, необходимо сочетание силы и магии (1x05).

#### Диамар
Диамар — «ключ ко всему знанию». Существо, напоминающее человека. Живёт в пещерах под крепостью Ишмир. Раньше Диамары были почитаемы, но сейчас их преследуют в надежде овладеть их знаниями. В эпизодах «Погибель Артура» Диамара разыскивает Моргана, чтобы узнать о погибели Артура.

#### Дорокки
Дорокки — духи мёртвых, выпущенные Каэлих, жрицей врат в потусторонний мир, после того, как Моргана принесла её в плату жизнь своей сестры. При соприкосновением с живым существом замораживают последнего насмерть (волшебники лишь впадают в оцепенение) (Список эпизодов телесериала «Мерлин» 4x01).

#### Великий дракон — Kилгарра
Великий дракон, Kилгарра (озвучивает Джон Хёрт) — последний дракон, оставленный Утером в живых для примера потомкам, заключенный в подземельях Камелота, где и состоялась его первая встреча с Мерлином. Был приведён в королевство Балинором для заключения мира и обманут Утером. Килгарра становится наставником Мерлина в магическом искусстве, предсказывает ему будущее. Дракон поддерживает договорные отношения не только с Мерлином, но и с Гаюсом, но, первоначально, ни тот ни другой не догадываются об этом. В финале первого сезона Великий Дракон говорит Мерлину, что в своей помощи преследует собственные цели, главной из которой является свобода, но в результате его махинаций чуть не погибла мать Мерлина, тогда юноша клянется, что никогда не освободит дракона из заточения. В начале второго сезона Мерлин вынужден обратиться к Килгарре за помощью в борьбе с Корнелиусом Сиганом. Дракон передаёт Мерлину знания древней магии взамен на обещание об освобождении в будущем. В серии также открывается, что Гаюс знал о посещениях Мерлином Великого дракона, и признавал за ним это право, так как считал, что и Мерлин и Килгарра рождены древней магией.
Несмотря на то, что Дракон время от времени проявляет жестокость в отношении к людям, например, указывая Мерлину на необходимость не помогать Моргане и Мордреду (1x08), основываясь на знании их будущих судеб, он тем не менее способен выказывать сострадание, например, он просит прощения за то, что не может помочь Мерлину спасти Гаюса от Охотника на ведьм (2x07); он демонстрирует дальновидность и чувство юмора, помогая Мерлину освободить Утера от любовных чар тролля 2х5/6).
В одной из серий второго сезона Мерлин видит в магическом кристалле Ниотиды будущее, в котором Дракон разрушит Камелот, как только будет освобожден; хотя Гаюс уверяет его, что будущее, которое он видел, может быть только одним из вариантов грядущих событий, юноша всё равно ищет возможность его избежать. Однако, в очередной раз оказав содействие Мерлину в победе над Рыцарями Медиры (2x12), Дракон призывает молодого чародея сдержать слово. Мерлин был вынужден использовать своё волшебство и силу меча одного из рыцарей Медиры, чтобы сломать цепи, сковывающие Килгарру. Мерлин наблюдает, как Великий Дракон в гневе обрушивается на Камелот.
Магия Мерлина и оружие рыцарей Камелота оказались бессильными перед Великим драконом, поэтому Утер согласился на предложение Гаюса обратиться за помощью к последнему повелителю драконов Балинору, который, кроме того, приходился отцом Мерлину. Балинор соглашается помочь, он называет Мерлину настоящее имя Великого дракона — Килгарра, но не успевает исполнить обещание, так как погибает от рук воинов враждебного Камелоту королевства Сендред. После смерти Балинора его силу наследует Мерлин. Подобного рода необходимое волшебство причинить боль Дракону, но он вынужден подчиниться новому повелителю драконов Мерлину. Однако, вместо того, чтобы убить его, Мерлин приказал Дракону оставить Камелот. Килгарра соглашается, отмечая, что милосердие Мерлина показывает, каким человеком он станет в будущем, несмотря на угрозу со стороны юноши относительно их возможных будущих встреч.
Возвращения Дракона в начале третьей серии следующего сезона ознаменуется спасением Мерлина от огромных скорпионов Серкетса, натравленных на него Моргаузой (магия Мерлина было неэффективна против сковывающих его цепей). Дракон выразил Мерлину своё сожаление по поводу того, что юноша не внял его предупреждению относительно Морганы, но согласился отнести его к Камелоту. Дракон ответил на призыв Мерлина, чтобы помочь спасти раненую Моргану, но, отнесся неодобрительно к подобному решению Мерлина, отметив, что «злоупотребление» его силой не останется без последствий.
В следующий раз Мерлин обратился за советом к Килгарре, когда встретился с молодым волшебником по имени Гили, желающим победить короля на турнире с помощью волшебства. Дракон отнёсся к дилемме Мерлина с сочувствием, но заметил, что устранить последствия влияния, оказанного на Артура, в результате убийства отца в результате колдовства будет значительно сложнее. Мерлин просит посодействовать ему не только в магической сфере, в последней серии третьего сезона у него возникает потребность в быстром средстве передвижения и он просит помочь Дракона добраться до озера Авалон. Килгарра уверяет Мерлина, что он всегда будет помогать ему, несмотря на своё явное отвращение в использовании его в качестве «лошади».
В конце 5 сезона Килгарра говорит, что уже старый и скоро умрет. Тем не менее он помогает Мерлину отвести Артура на Авалон, но, улетая, прощается с ним.

#### Белый дракон — Эйсуза
В 4 серии 4 сезона Мерлин нашёл последнее яйцо дракона и с помощью своих способностей вызвал к жизни детеныша дракона, назвав его Эйсузой. По словам Килгарры, родившийся белый дракон предвещает процветание Альбиона, а имя Эйсуза в переводе с языка драконов означает «солнечный свет». В 13 серии 4 сезона Эйсуза спасает Моргану, умирающую в лесу от ран. В 5 сезоне выясняется, что Эйсуза вместе с Морганой два года находилась в плену, где была искалечена (в частности, не может говорить). Предана Моргане. В её огненном дыхании Моргана закалила меч для Мордреда. Атаковала рыцарей Камелота во время битвы при Камлане, отступила лишь по приказу повелителя драконов — Эмриса. Что с ней стало после этого, неизвестно.

#### Королева Маб
Королева Маб — фея, хранительница заколдованного леса, лежащего на пути к Тёмной башне. Дает Мерлину совет, как пройти через лес, и говорит, что один из рыцарей не вернется.

#### Леди Катрина
Леди Катрина (Сара Пэриш) — аристократка, наследница королевского дома Tрегор — самозванка, тролль, приобретающий облик настоящей Катрины благодаря волшебному зелью. Вместе со своим сообщником и слугой Джонасом, стремилась в Камелот в поисках богатства и власти. С помощью колдовства Катрина очаровывает Утера, выходит за него замуж и становится королевой Камелота. Гаюс первым выражает сомнение и недоверие по отношению к Катрине, так как она отказалась от лекарства, прописанного ей много лет назад из-за неизлечимого костного заболевания, Мерлин убеждается в правоте Гаюса, когда застаёт Катрину в истинном облике. Артур не верит утверждениям Мерлина, а Катрина пытается устранить обоих: первого как наследного принца, второго — дабы тот не разоблачил её (подставляет с кражей печати). Обвиненный в краже гербовой печати, Мерлин не может никому показаться на глаза. Катрина, получив корону, уговаривает околдованного Утера объявить наследницей её, а не Артура. Гаюс и Мерлин заменяют настоящее зелье Катрины поддельным. Превратившись в тролля на глазах у всего двора, Катрина сначала пытается убежать, но вскоре понимает, что любовная магия, примененная к Утеру, не ослабла. Теперь она может восседать на троне Камелота в своём истинном обличье. Единственный способ сломать любовные чары — заставить Утера плакать слезами истинного раскаяния. Артур соглашается инсценировать собственную смерть, Утер плачет, думая, что его сын совершил самоубийство. Тролль пытается отстранить короля от сына, но чары сломаны. Тролль и его слуга гибнут от меча Артура (2x05 и 2x06).

#### Натаир
Натаир (Natayr) — маленькая чёрная змея, обитающая в горах Азгарата. В обычной жизни безобидна, но под воздействием магии способна причинить человеку невыносимую душевную боль. С её помощью Моргана пытает Элеана (4x12), Алатора (5x10) и Гвейна (не выдержал пыток и умер) (5x13).

#### Зверь рыкающий
Зверь рыкающий — создание Старой Религии, один укус которого смертелен для человека. Пытаясь спасти Артура, Мерлин обратился за помощью к Нимуэ, предложив в обмен свою жизнь. Использовав Чашу жизни, Нимуэ спасла Артура, но для баланса жизни кто-то должен был отдать свою. (1x13).

#### Мантикора
Мантикора (Эдди Марсан) — в телесериале весьма ядовитое магическое существо, живущее в сундуке, являющимся одновременно порталом с миром, в котором оно обитает.  «Сила её яда в её магии» (3x09), источник которой мир духов, поэтому мантикора сильна своей магией и неразрывно связана со своим сундуком.

#### Скорпионы Серкетса
Скорпионы Серкетса — гигантские скорпионы из леса Аскетир, владеющий магией способен пройти их. Друиды с их помощью охраняют границы своих убежищ, Моргауза с их помощью пыталась убить Мерлина в отместку за то (3х01), что он отравил её сестру (2x12).

#### Фоморра
Фоморра — создание тёмной магии. Во времена Старой Религии фоморры были почитаемы Верховными Жрицами, потому что позволяли им управлять человеческим разумом. Их нельзя убить, отрезав головы, потому что на их месте вырастут другие. В 6 серии 4 сезона Моргана использовала фоморру, чтобы подавить волю Мерлина. Но маг с помощью Гаюса смог уничтожить фоморру.

#### Аванк
Аванк — создание земли и воды, рождённый из глины, пробужден к жизни Нимуэ. Сила Аванка вызвала мор в Камелоте, не зная причину случившегося, Утер стал искать источник колдовства среди людей. В результате чего (частично по вине Мерлина) под подозрение попала Гвен (1x03). Огонь и воздух (Артур — факел, Мерлин — магия) способны уничтожить его (совет Килгары).

#### Ламия
Ламия — магическое создание, появившиеся, когда Жрицы Старой Религии смешали кровь девушки с кровью змеи. Обитает на восточных окраинах королевства Камелот. Имеет большую силу и может контролировать ум мужчин и забирать у них жизненную силу. Ламии научились изменяться по собственному желанию и становиться монстрами. Единственная их цель — убивать.